# Green–Taos sats
Inom talteori är Green–Taos sats, bevisad av Ben Green och Terence Tao 2004, en sats som säger att följden av primtal innehåller godtyckligt långa aritmetiska följder. Satsen är en utvidgning av Szemerédis sats.
2006 utvidgade Terence Tao och Tamar Ziegler resultatet till polynomföljder. Mer precist finns det för godtyckliga polynom P1,..., Pk med heltalsvärden i en variabel m och alla med konstant term 0 oändligt många par heltal x och m  sådana att  x + P1(m), ..., x + Pk(m) är alla primtal. Specialfallet då polynomen är m, 2m, ..., km reducerar sig till Green-Taos sats.